# 浴風会

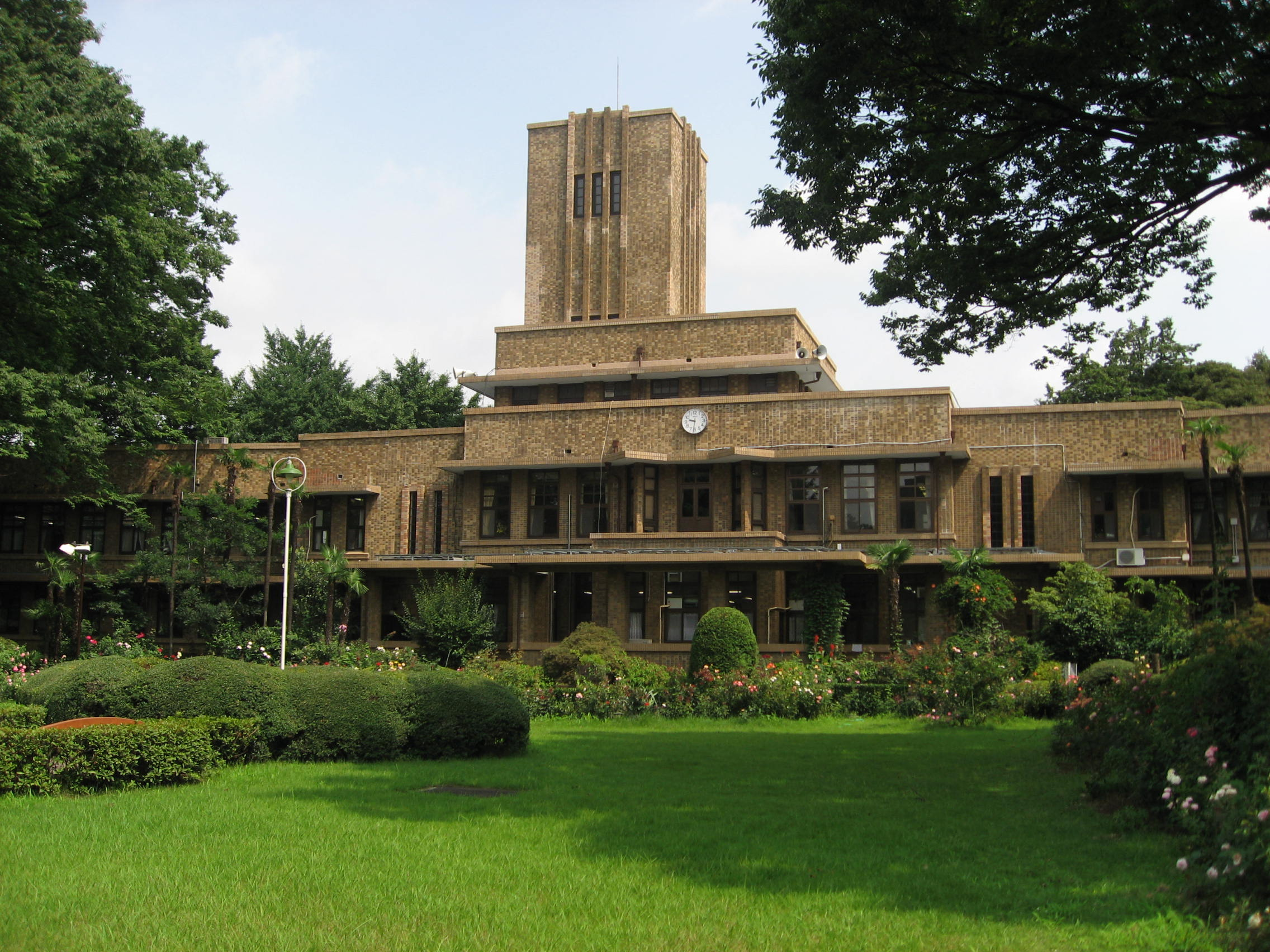
浴風会本館

社会福祉法人浴風会（よくふうかい）は、東京都杉並区高井戸西1-12-1に本拠地を置く社会福祉法人。
高齢者医療を専門とする浴風会病院（認知症疾患医療センター指定）を始め、養護老人ホーム、軽費老人ホーム、特別養護老人ホーム、介護老人保健施設、デイサービス、居宅介護支援事業所、地域包括支援センター等の施設・在宅サービスを運営している。また、認知症介護研究・研修東京センターや浴風会ケアスクールを通じ研究及び専門職教育を担う社会福祉法人である。
創立90周年を迎えた平成27年（2015年）、新たなスローガン（平成27年策定）は「地域と共に未来を拓く」である。

## 沿革
大正12年（1923年）9月1日、関東一円を襲った関東大震災により自活できなくなった高齢者の援護を行うため、御下賜金及び一般義捐金を財源として大正14年（1925年）1月15日、内務大臣の許可を受け、財団法人として設立された。当初は内務省社会局に本部事務局が置かれ、初代会長には若槻禮次郎が就任した。設立当時は横浜市内に分園が存在したが、昭和18年（1943年）に廃止されている。
戦時には、施設建物の大半が軍に接収され、資産が凍結されるなど、その事業は不振を極めることとなる。戦後に入り、昭和21年（1946年）9月、生活保護法による保護施設として再生復興することとなり、昭和27年（1952年）には社会福祉法人に改組された。昭和38年（1963年）8月、老人福祉法に伴い、老人福祉施設として発展。平成12年（2000年）4月の介護保険法施行により介護老人福祉施設や在宅サービス事業を開始。平成26年（2014年）には老朽化した浴風会病院を新設の介護老人保健施設、老健くぬぎと合築した高齢者保健医療総合センターとして再編成した。

## 本館
「浴風会本館」は、1926年（大正15年）、内田祥三により設計された。現在も浴風会本部事務局や各事業所の事務棟として使用されている。2001年（平成13年）3月には東京都から東京都景観条例に基づく、第37番目の「東京都選定歴史的建造物」の指定を受けた。2013年にDOCOMOMO JAPAN選定 日本におけるモダン・ムーブメントの建築に選定されている。また史跡建造物であるため、多くのドラマにおいて、「大学」や「研究所」等のロケ地舞台に使用されている。

## 名称
浴風という名は、恩恵を施すとか救済を行うというような思想を離れた名称ということで選ばれた。由来は論語先進篇の「浴沂之楽」という逸話である。ある日孔子が弟子との問答の中で、何が人間の幸せかという話になった。すると曾蒧（曾子の父）が「春には水を浴びて、風に吹かれてみんなで過ごしたい」（暮春者。春服既成。冠者五六人。童子六七人。浴乎沂。風乎舞雩。詠而歸。）と答えた。孔子はその意見をいたく気に入り、「このような素朴な喜びこそが最も尊いのである」と賛同したという。なお名称の案の中には「南陽」があり、後の南陽園に用いられている

## 組織

### 高齢者保健医療総合センター
- 浴風会病院（認知症疾患医療センター）
- 老健くぬぎ（介護老人保健施設）

### 介護保険事業
- 特別養護老人ホーム（介護老人福祉施設）
  - 南陽園
  - 第二南陽園
  - 第三南陽園
  - 浴風会グループホームひまわり
  - 南陽園在宅サービスセンター
  - 第二南陽園在宅サービスセンター

### 地域サービス事業
- - ケア２４高井戸（地域包括支援センター）
  - 浴風会居宅介護支援事業所
  - 浴風会ヘルパーステーション
  - 浴風会ケアスクール

### 老人福祉事業
- 養護老人ホーム
  - 浴風園
- 軽費老人ホーム
  - 松風園（軽費老人ホームA型）
  - 浴風会ケアハウス（軽費老人ホームC型）

### 研究・研修事業
- 認知症介護研究・研修東京センター